# Фотографски преглед (часопис)
Фотографски преглед, лист за фотографију и репродукцију, први фотографски часопис у Србији и на Балкану, излазио 1911. затим и 1926-1927. године. Уредник је био Сретен Ил. Обрадовић.

## Оснивач
Часопис је покренуо Сретен Ил. Обрадовић, издавач, фотографски писац и фотограф аматер (био је учесник обе изложбе Српског географског друштва у Београду, 1911, и 1912). Почетком тридесетих година 20. века покренуо је Графичко-уметнички завод „Планета“, познат по издањима илустрованих књига, разгледница и фото-репродукција. Покренуо је илустровани магазин Темпо (1932), а пред Други светски рат илегално је штампао левичарски оријентисани лист Студент.

## Формат, структура, концепција
Часопис величине 16 x 23 cm, штампан је на фином папиру са 10 до 12 ликовних прилога (фотографија), што је за ондашње време (1911) био велики напредак.
Часопис је био намењен унапређењу фотографске струке али је делом усмерен и ка фотографском аматеризму. У свих пет бројева се појављују рубрике: Конкурс, О фотографији, Из праксе за почетнике, Фотохемија, О репродукцији, Наше слике, и Белешке.

## Уводник првог броја
Главни уредник Сретен Ил. Обрадовић у првом броју пише: „Сви културни народи умели су се користити фотографском вештином, док је она код нас доста занемарена и ни издалека не стоји на оној висини на којој би требало да буде, јер они који су били и дужни и позвани да и код нас ураде штогод за овако корисну вештину нису ништа урадили већ су се користили само колико год су могли и хтели. (...)" 

## Најава новог правца
Занимљиво је да је уредник Обрадовић у броју 2 часописа најавио правац "Нова објективност", појаву која ће постати актуелна у европској уметности (и фотографији) тек једну деценију доцније. У тексту са насловом „Нови правац у фотографији“, он пише: „Модерни правац у фотографији састоји се у томе да фотографски снимак треба да буде што вернија копија онога што представља." Треба истаћи да он то пише у тренутку када у фотографији влада правац пикторијализам, који баш одриче веристичку вредност слике, и залаже се да фотографију треба дорађивати и прерађивати све док не постане налик на дело сликарства или графике.

## Гашење и обнова часописа
У години покретања изишло је 5 бројева (1, 2, 3-4, 5). Судећи по учесталим апелима читаоцима да се претплате, очито је да се лист борио са финансијским проблемима. У петом броју уредник пише: "... нажалост, помоћи нема ни са које стране, а неда се ни замислити да један овакав лист може један човек одржавати“. Затим је лист угашен. Обновљен је 1926. (бр. 1), излазио је до 1927. (бр. 2, 3), затим је поново, овога пута трајно, угашен, а његов власник и уредник се, заједно са сином Петром, окренуо профитабилнијим издањима - разгледницама и репродукцијама уметничких дела.